# ائتلاف نصر
ائتلاف نصر (به عربی: ائتلاف النصر) یک ائتلاف سیاسی در عراق است که در دسامبر سال ۲۰۱۷ میلادی توسط حیدر العبادی ایجاد شد.

## تاریخچه
این ائتلاف سیاسی در ۱۴ دسامبر ۲۰۱۷ توسط حیدر العبادی تأسیس شد. پس از مدت کوتاهی، ائتلاف فتح به رهبری هادی العامری با این ائتلاف متحد شد. این اتحاد به سرعت فروپاشید. هادی العامری و ائتلاف تحت فرمانش، به علت آنچه که او ورود چهره‌های فاسد و مشکوک به ائتلاف نصر خواند، در ۱۵ ژانویه ۲۰۱۸ میلادی از اتحاد با این ائتلاف کناره گرفت.
سرانجام ائتلاف نصر توانست با کسب ۱٬۱۳۴٬۲۶۶ رأی در انتخابات مجلس عراق در ماه مه ۲۰۱۸ میلادی، ۴۲ کرسی از ۳۲۹ کرسی مجلس عراق را از آن خود سازد.